# Alanya
Alanya ist eine Stadt im gleichnamigen Landkreis der türkischen Provinz Antalya und gleichzeitig ein Stadtbezirk der 1993 geschaffenen Büyükşehir belediyesi Antalya (Großstadtgemeinde/Metropolprovinz). Der Badeort, der an der türkischen Riviera liegt, befindet sich etwa 135 km östlich von Antalya.

## Namensherkunft
Der Name der Stadt stammt aus dem 13. Jahrhundert, von Ala-iye, „Stadt des Ala“. Da die Stadt im 13. Jahrhundert als Winterresidenz des seldschukischen Sultans von Rum, Alaeddin Kai Kobad I., benutzt wurde, hieß die Stadt nach dem Sultan Alaiye. In lateinischen Quellen heißt die Stadt meist Alaya. Den heutigen Namen Alanya erhielt die Stadt 1933 von Mustafa Kemal Atatürk.

## Geschichte
Der antike griechische Name Alanyas ist Korakesion (deutsch Rabenhorst). Es gehörte zum Gebiet von Pamphylien, wird mitunter aber auch zum Rauhen Kilikien gerechnet.
Der Name verweist auf den weit ins Meer hinausragenden hügeligen Felsvorsprung, auf dem die antike Stadt entstand. Die Spitze des Hügels wurde in der hellenistischen Phase mit einer Verteidigungsmauer ausgestattet. Zu Beginn des 2. Jahrhunderts v. Chr. konnte die Stadt sich einer Belagerung durch den Seleukidenkönig Antiochos III. widersetzen. Danach wurde sie zu einer Basis kilikischer Piraten. Mitte des 2. Jahrhunderts v. Chr. nutzte der seleukidische Regent Diodotos Tryphon die dortige Festung als Stützpunkt in seinem Kampf gegen die Könige Demetrios II. und Antiochos VII. Die Piraten wurden schließlich 67 v. Chr. durch Gnaeus Pompeius Magnus besiegt. In der römischen Kaiserzeit prägte Korakesion eigene Münzen. Auf ein spätantikes Bistum der Stadt geht das Titularbistum Coracesium der römisch-katholischen Kirche zurück.
In byzantinischer Zeit hieß der Ort Kalon oros (schöner Berg). Aus dieser Zeit stammt eine Kirche in der Festung (11. Jahrhundert). 1221 nahm der seldschukische Sultan Alaeddin Kai Kobad I. die Stadt ein und nannte sie Alaiye. Der Herrscher Kyr Vart wurde nach Konya-Akşehir deportiert. Hiernach heiratete Kyr Varts Tochter den Sultan und wurde später in Kayseri im Huand-Hatun-Haus (1237) begraben.
Nach dem Niedergang des seldschukischen Reiches wurde das Gebiet 1471 dem Osmanischen Reich angegliedert. Mit Tarsus zusammen gehörte es 1571 zu Zypern, 1864 wieder zu Konya und seit 1868 zu Antalya bzw. zu dieser Provinz.

## Bevölkerungsentwicklung
Mit 364.180 Einwohnern ist Alanya hinter Kepez und Muratpaşa, welche den Stadtkern von Antalya bilden, der drittgrößte Landkreis. Nach der Gebietsreform vom Jahre 2013 wurden alle 16 bestehenden Gemeinden (Belediye) eingegliedert, daraus resultiert der Bevölkerungsanstieg im Jahre 2013. Auf die engere Kernstadt entfallen ca. 104.000 Einwohner. In Alanya leben etwa 15.400 Europäer.
Nachfolgende Tabelle zeigt die jährliche Bevölkerungsentwicklung am Jahresende nach der Fortschreibung durch das 2007 eingeführte adressierbare Einwohnerregister (ADNKS).
| Jahr | Bevölkerung | Veränderung |
| ---- | ----------- | ----------- |
| 2007 | 91.713      |             |
| 2008 | 92.223      | 0,56 %      |
| 2009 | 94.316      | 2,27 %      |
| 2010 | 98.627      | 4,57 %      |
| 2011 | 103.673     | 5,12 %      |
| 2012 | 104.573     | 0,87 %      |
| 2013 | 276.277     | 164,20 %    |
| 2014 | 285.407     | 3,30 %      |

| Jahr | Bevölkerung | Veränderung |
| ---- | ----------- | ----------- |
| 2015 | 291.643     | 2,18 %      |
| 2016 | 294.558     | 1,00 %      |
| 2017 | 299.464     | 1,67 %      |
| 2018 | 312.319     | 4,29 %      |
| 2019 | 327.503     | 4,86 %      |
| 2020 | 333.104     | 1,71 %      |
| 2021 | 350.636     | 5,26 %      |
| 2022 | 364.180     | 3,86 %      |

## Der Burgberg
Der Burgberg besteht aus drei Sektoren, die jeweils durch Mauern umfasst werden. Zum äußeren Sektor gehören wichtige Gebäude aus der seldschukischen Zeit wie die Werft (türk. Tersane) und der Rote Turm (türkisch Kızıl Kule). Der Turm ist 33 m hoch und wurde 1224–1228 zum Schutz des Hafens erbaut. Im mittleren Sektor liegen ein Badehaus und die Süleymaniye-Moschee. Der dritte Sektor ist die Zitadelle – İç Kale, der Ursprung der Anlage. Dort befanden sich neben der byzantinischen Kirche der Palast des Sultans, Zisternen und Baracken.

## Tourismus

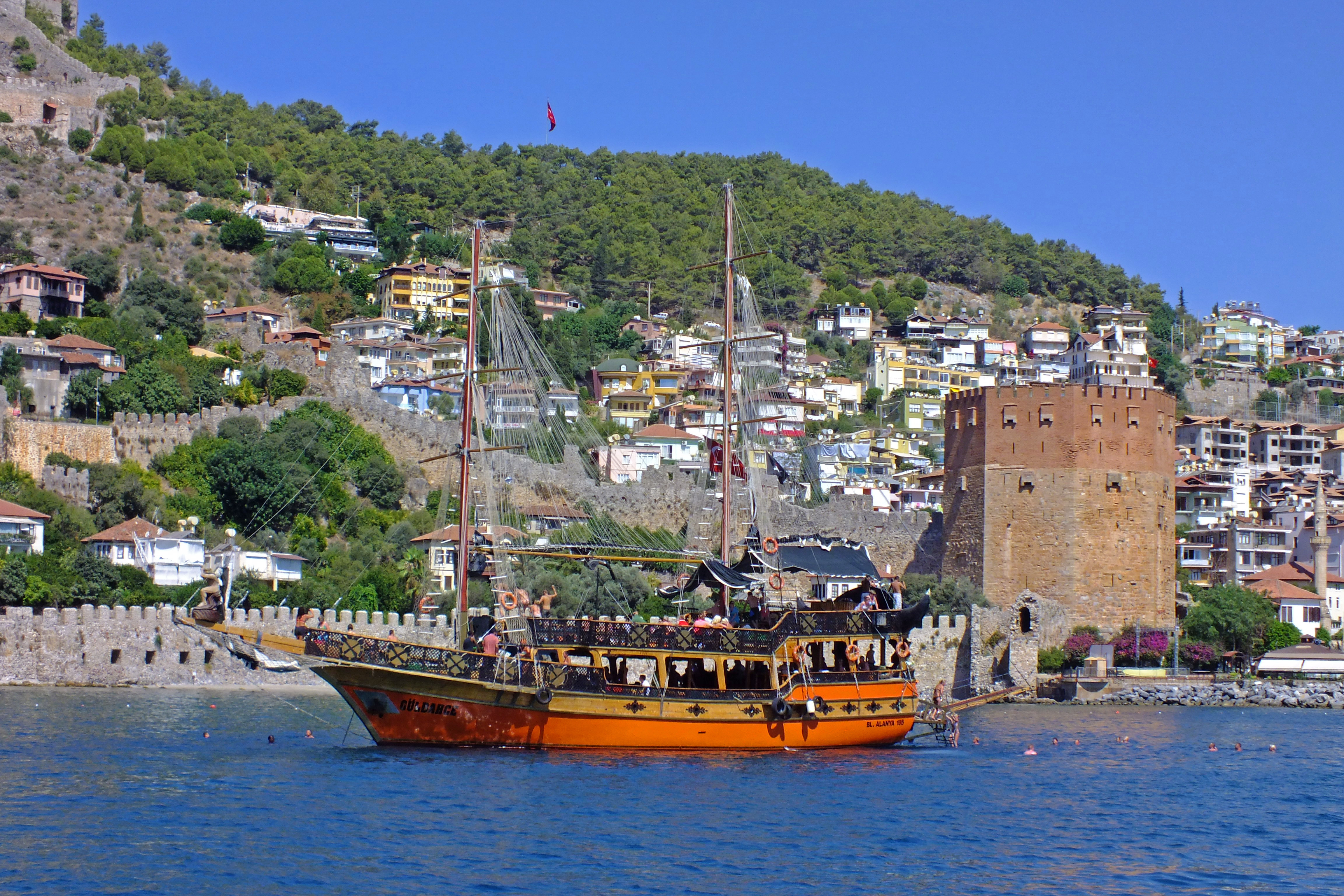
Eines von zahlreichen Ausflugsbooten in Piratenoptik, vor dem Roten Turm

1948 wurde bei Hafenarbeiten die Damlataş-Höhle entdeckt. Die ersten Untersuchungen leitete ein Bürger Alanyas, Galip Dere. Er hatte aus Deutschland von der heilenden Wirkung der Höhlenluft gehört und ließ in entsprechenden Untersuchungen die heilende Wirkung auf das Atmungssystem bestätigen. Er erhielt die Erlaubnis, den Eingangsbereich zu vergrößern und sandte anschließend Fotos an Zeitungen in der ganzen Türkei. Damit begann die touristische Tradition in Alanya.
Im Jahr 2012 besuchten Alanya mehr als 50.000 deutsche Urlauber. Im Sommer 2013 erhielten deutsche Fluggesellschaften erstmals Landegenehmigungen für den Flughafen Gazipaşa, der ca. 40 Kilometer von Alanya entfernt liegt.

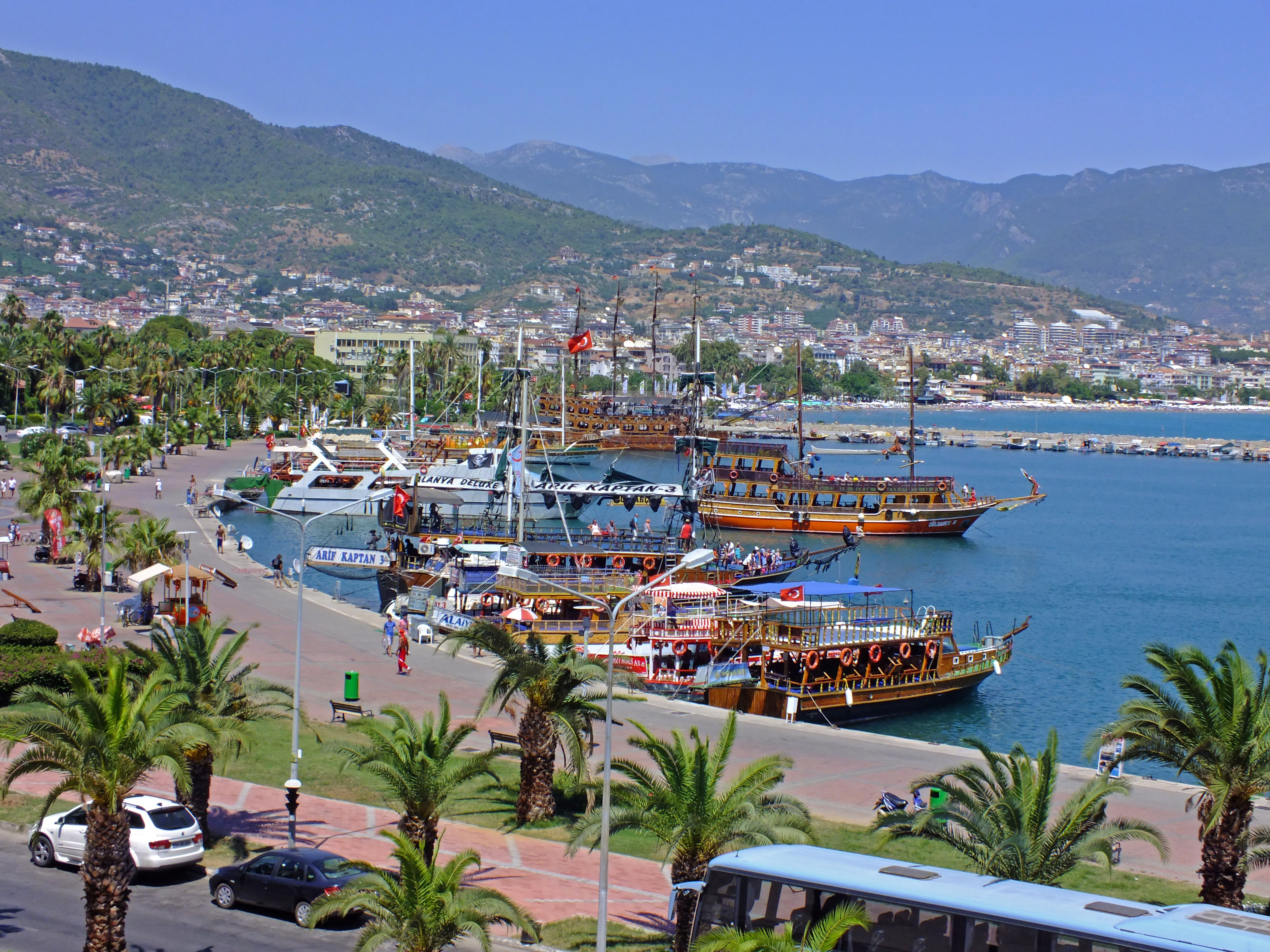
Der Hafen Alanyas

## Sehenswürdigkeiten

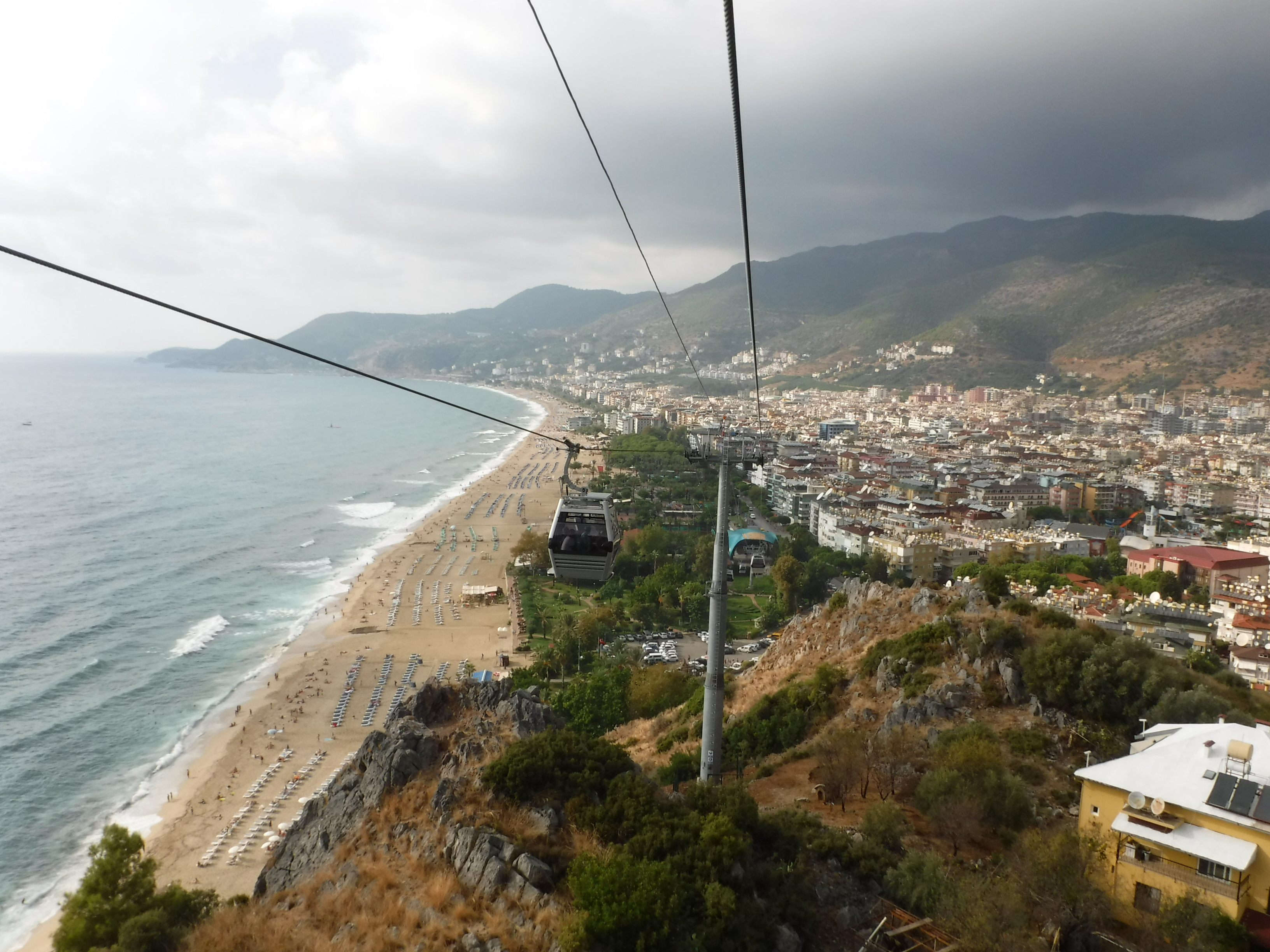
Seilbahn Alanya Teleferik

- Burg von Alanya – Im 2. Jahrhundert v. Chr. wurde diese weiter befestigt und ausgebaut.
- Roter Turm in Backsteinbauweise am Hafen, 33 m hoch; der Turm wird als ethnographisches Museum genutzt.
- Seldschukische Schiffswerft
- Burgberg von Alanya mit altem Stadtzentrum und Moschee
- Karawansereien Şarapsa Han in Konaklı (ca. 15 ㎞ westl.) und Alara Han bei Çakallar (in der Nähe von Okurcalar ca. 40 ㎞ westl.)
- Stadtteil „Tophane“ zwischen Burgmauer und Rotem Turm
- Am Fuße des Burgberges befindet sich die Damlataşhöhle (Tropfsteinhöhle) mit einer gleichmäßigen Temperatur von 22 °C und 96 % Luftfeuchte
- Archäologisches Museum
- Kleopatra-Strand im Westen der Stadt
- die seit 1998 offiziell zugängliche „Dimhöhle“ – etwa 15 km vom Zentrum entfernt
- die Aşıklar-Höhle (Aşıklar Mağarası)
- der Fluss Dim Çayı mit vielen Picknickrestaurants
- weiter östlich die Stadt Anamur mit der sehenswerten Burg und der historischen Stadt Anemurion.
- 900 Meter lange Seilbahn Alanya Teleferik mit 14 Kabinen zwischen Strand und Burg, wurde als Einseilumlaufbahn 2017 eröffnet.

## Städtepartnerschaften
Alanya unterhält Partnerschaften mit folgenden Städten:
- Borås, Schweden
- Fushun, Volksrepublik China
- Gladbeck, Deutschland
- Goa, Indien
- Keszthely, Ungarn
- Mahdia, Tunesien
- Murmansk, Russland
- Nea Ionia, Griechenland
- Rovaniemi, Finnland
- Špindlerův Mlýn, Tschechien
- Talsi, Lettland
- Trakai, Litauen
- Wodzisław Śląski, Polen
- Çatalca, Türkei
- Geoagiu, Rumänien
- Nowy Sącz, Polen
- Oer-Erkenschwick, Deutschland
- Turek, Polen
- Selenogorsk, Russland
- Dergatschi, Russland
- Wronki, Polen
- Šilutė, Litauen
- Südöstlicher Verwaltungsbezirk, Russland

Eine von 17. Jänner 2002 bis 31. August 2016 dauernde Städtepartnerschaft mit dem österreichischen Schwechat wurde von der türkischen Seite gekündigt.

## Ausländer in Alanya

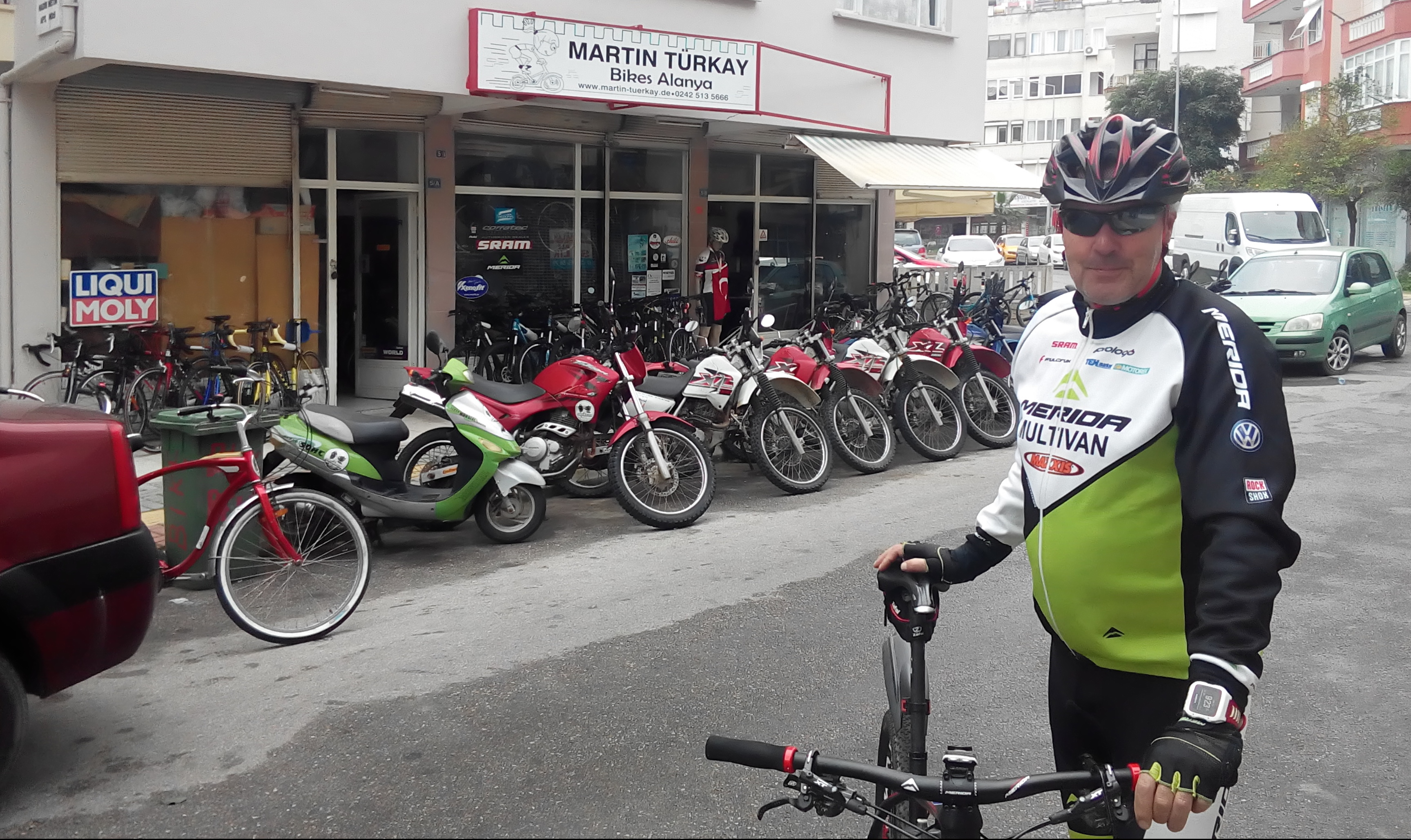
Martin Bernhart, Triathlet und Fahrradladen-Besitzer, lebt seit 1992 in Alanya

In Alanya lebt eine große Anzahl deutscher Aussiedler (etwa 10.000 im Jahre 2006). Aufgrund der vielen Deutschen wird Alanya von den im Mittelmeerraum lebenden Türken mitunter als „Almanya“ (Deutschland) bezeichnet.
Als einzige Stadt der Türkei hat Alanya einen Ausländerbeirat aus freiwilligen Mitgliedern verschiedener Nationen. Er kann bei relevanten Themen beratend an Stadtratssitzungen teilnehmen. Ausländer mit Beratungsbedarf können sich an den Beirat wenden.
Die Ausländerpolizei in der Nähe des Busbahnhofes („Otogar“), bei der Aufenthaltserlaubnisse beantragt werden, wenn der Aufenthalt länger als 90 Tage am Stück beträgt, beschäftigt einen Deutsch und Englisch sprechenden Beamten.
Eine ebenfalls große Gruppe russischer Emigranten hat im Gegensatz zu den Deutschen eine eigene Schule. Außerdem leben viele Skandinavier in Alanya, vor allem Dänen und auch Niederländer, die sich auf den östlichen Stadtteil Mahmutlar konzentrieren.
In Alanya gibt es eine christliche Gemeinde. Sie ist im St.-Nikolaus-Verein mit der katholischen Gemeinde in Antalya verbunden. Über die katholische Bischofskonferenz wird ein Pfarrer nach Antalya entsandt, die ökumenische Gemeinde in Alanya hat über die Evangelische Kirche in Deutschland immer einen Ruhestandspfarrer. Die Gemeinde hat seit 2013 eigene Räumlichkeiten, in denen neben dem Gottesdienst weitere Aktivitäten stattfinden. Es gibt eine enge ökumenische Zusammenarbeit mit anderen christlichen Kirchen (Norweger, Niederländer).

## Söhne und Töchter der Stadt
- Mevlüt Çavuşoğlu (* 1968), Politiker (AKP)
- Sena Nur Çelik (* 1986), Juristin und Politikerin (AKP)
- Toprak Razgatlıoğlu (* 1996), Motorradrennfahrer
- Can Öncü (* 2003), Motorradrennfahrer
- Deniz Öncü (* 2003), Motorradrennfahrer

## Impressionen aus Alanya

Kleopatra-Strand
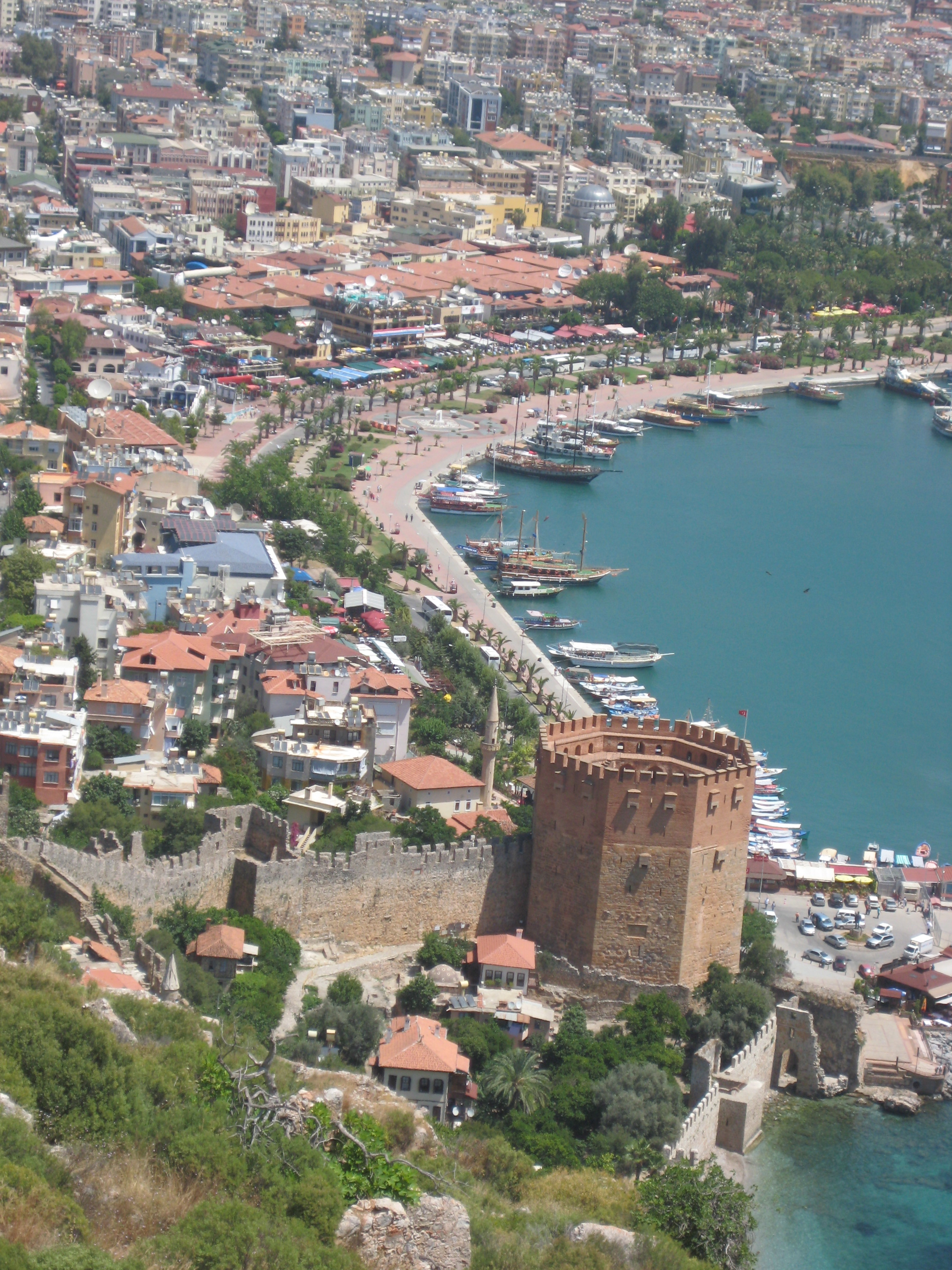
Blick auf Alanya mit Hafen und Rotem Turm
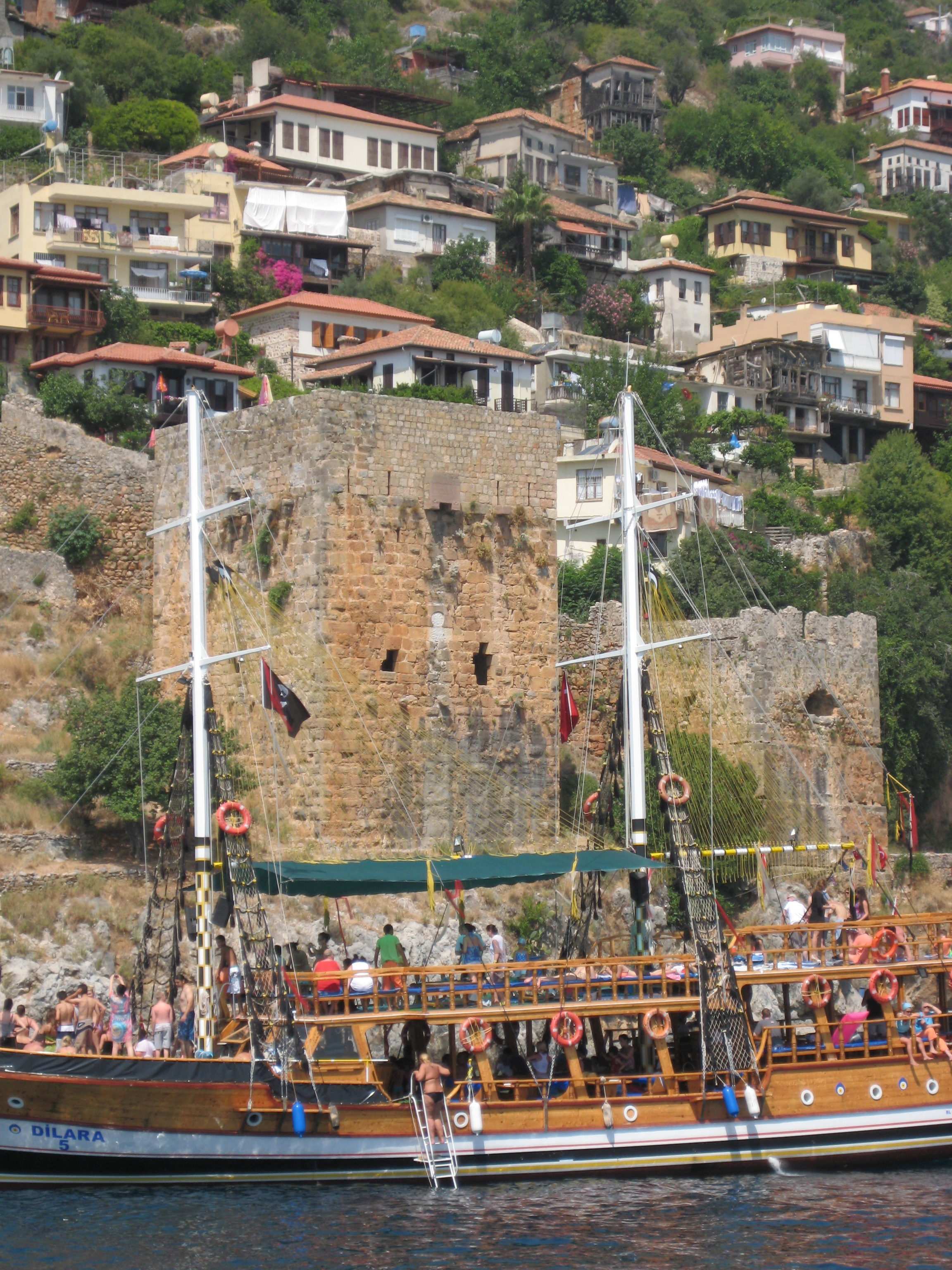
Historische Türme der Festungsmauer Alanyas
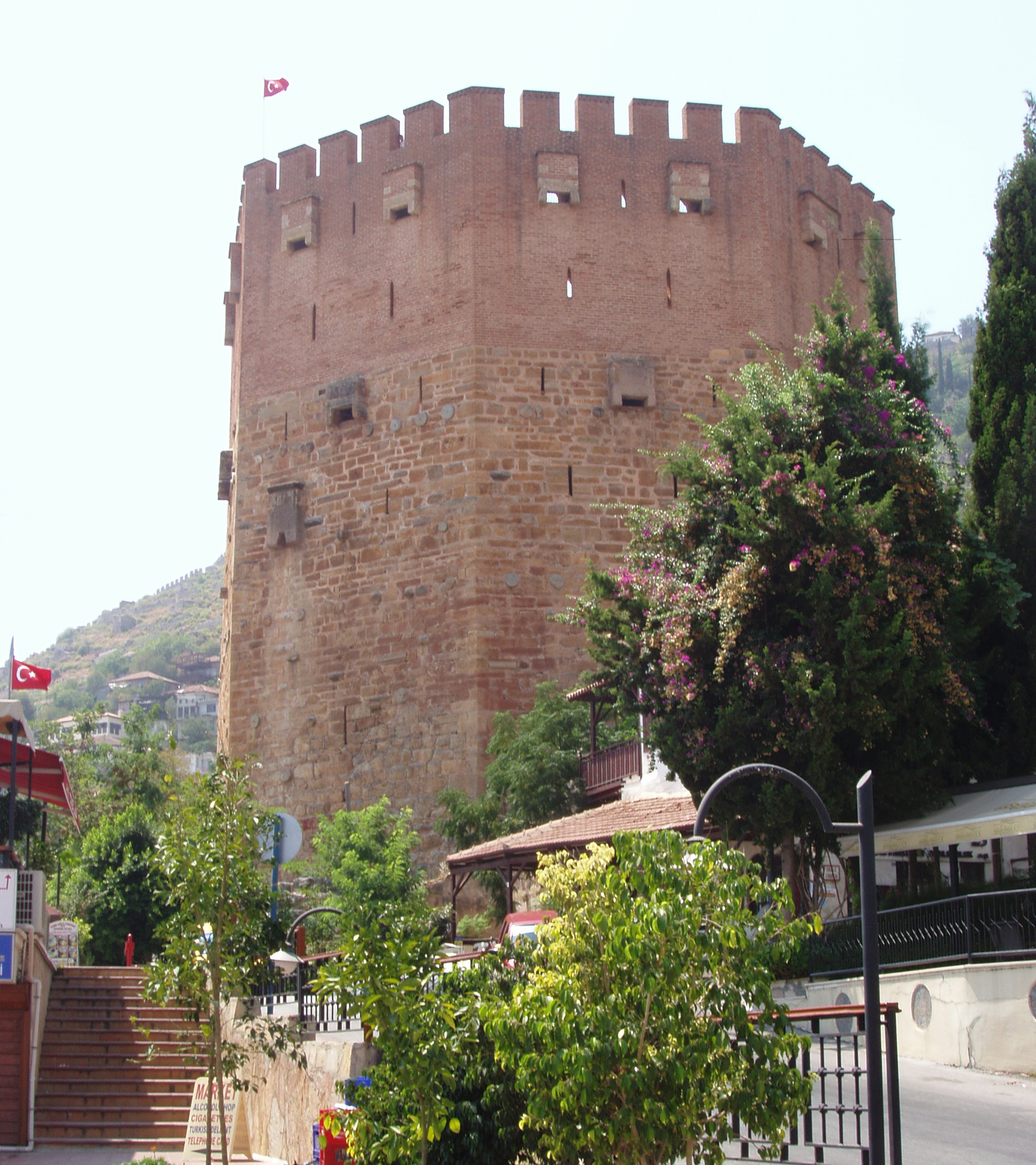
Der Rote Turm
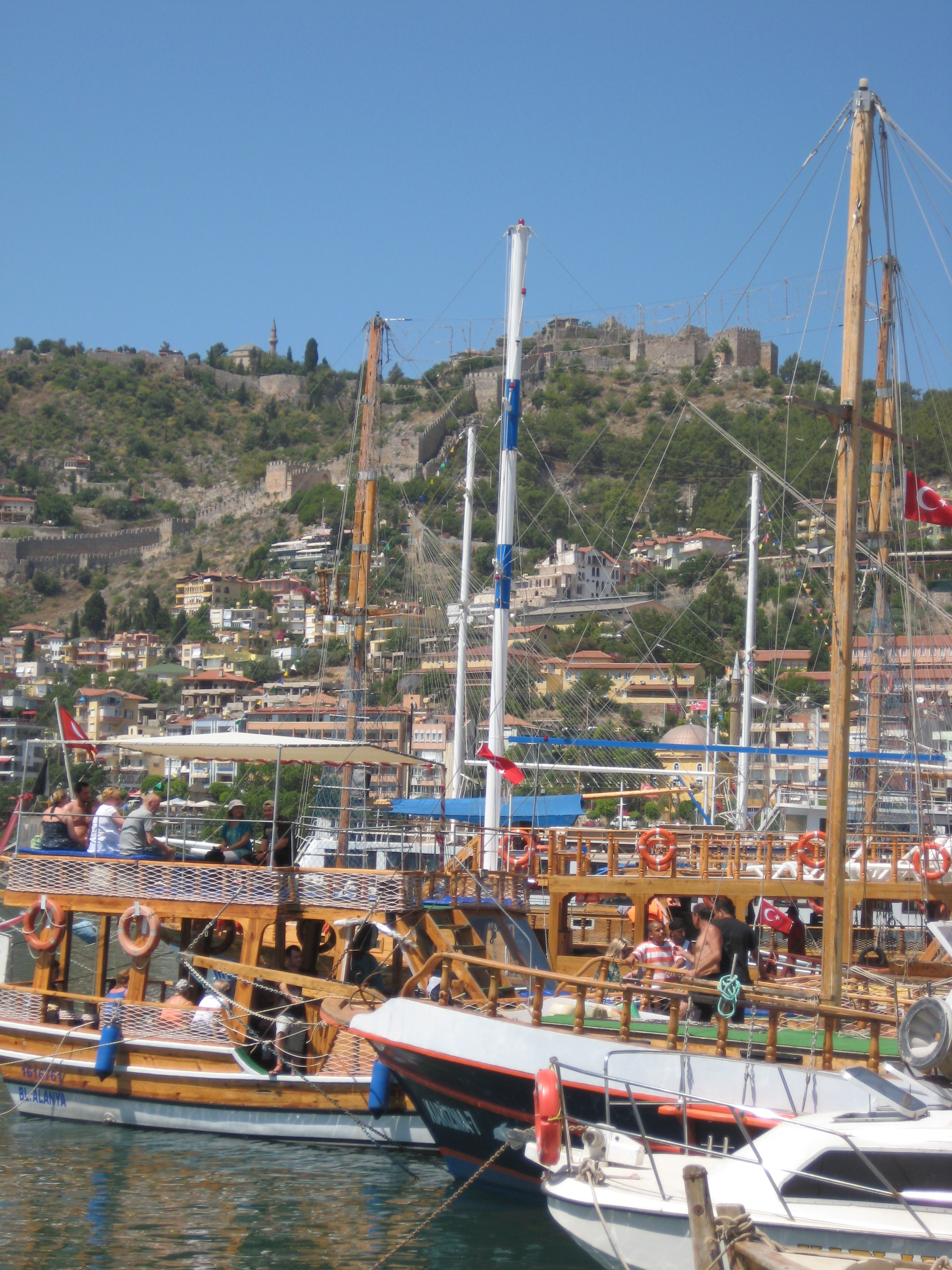
Hafen von Alanya mit Festungsmauer
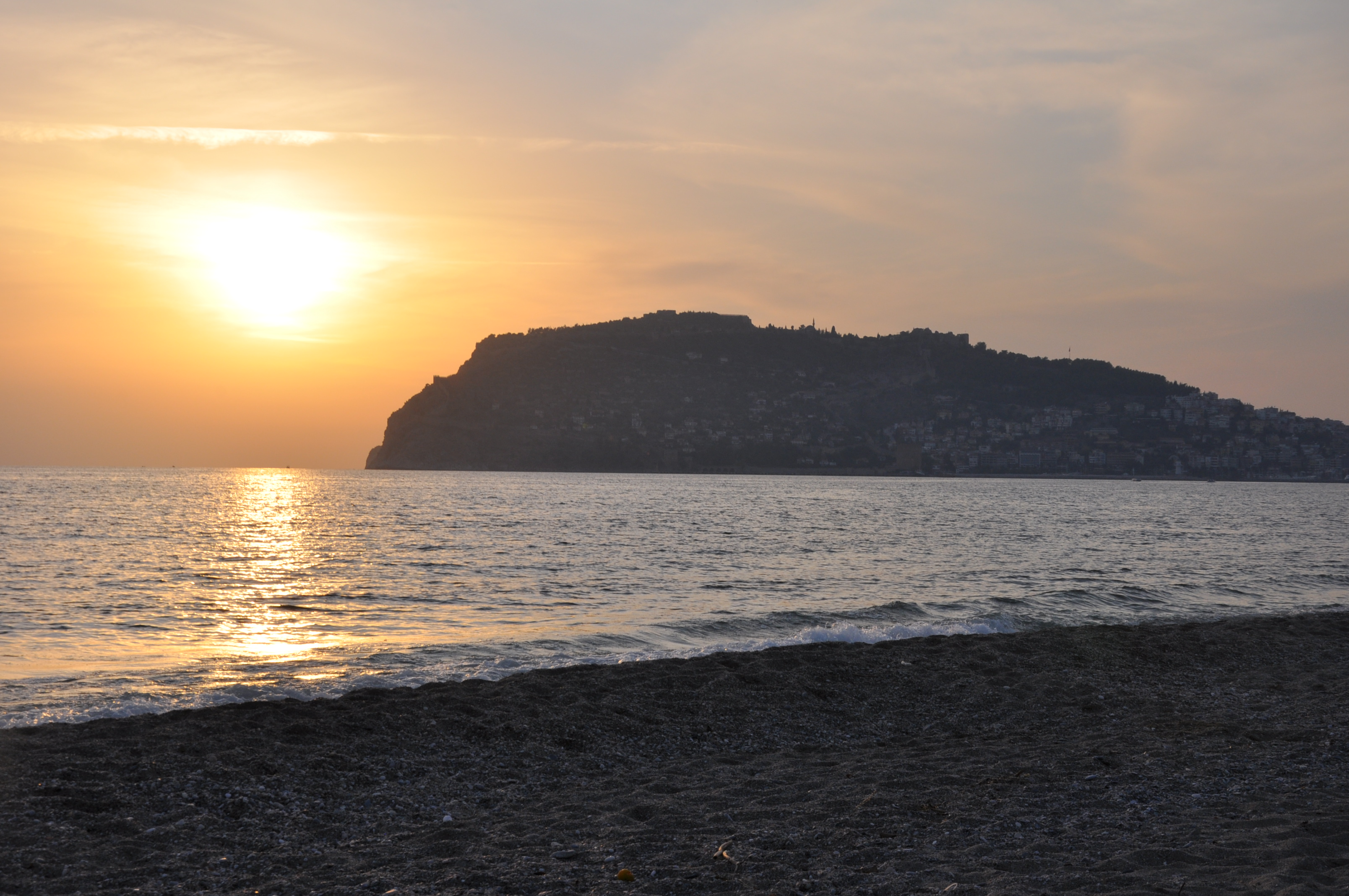
Burgberg von Alanya bei Sonnenuntergang
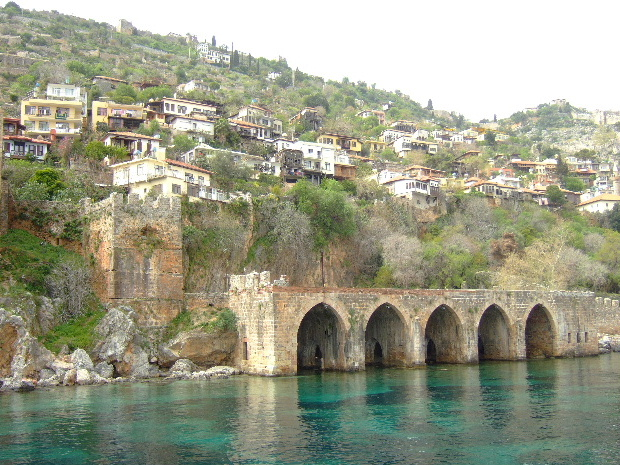
Seldschukische Schiffswerft
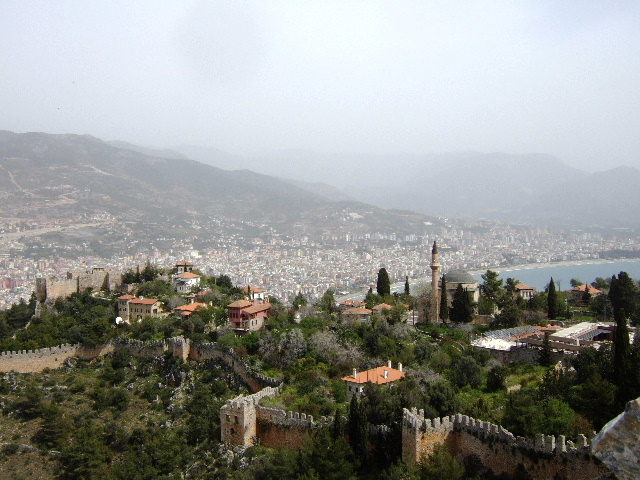
Burgberg mit altem Stadtzentrum, Moschee und Karawanserei
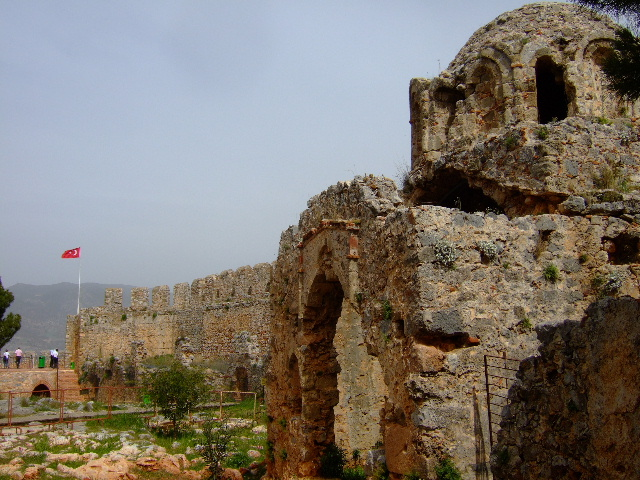
Byzantinische Kirche in der Zitadelle – Iç Kale
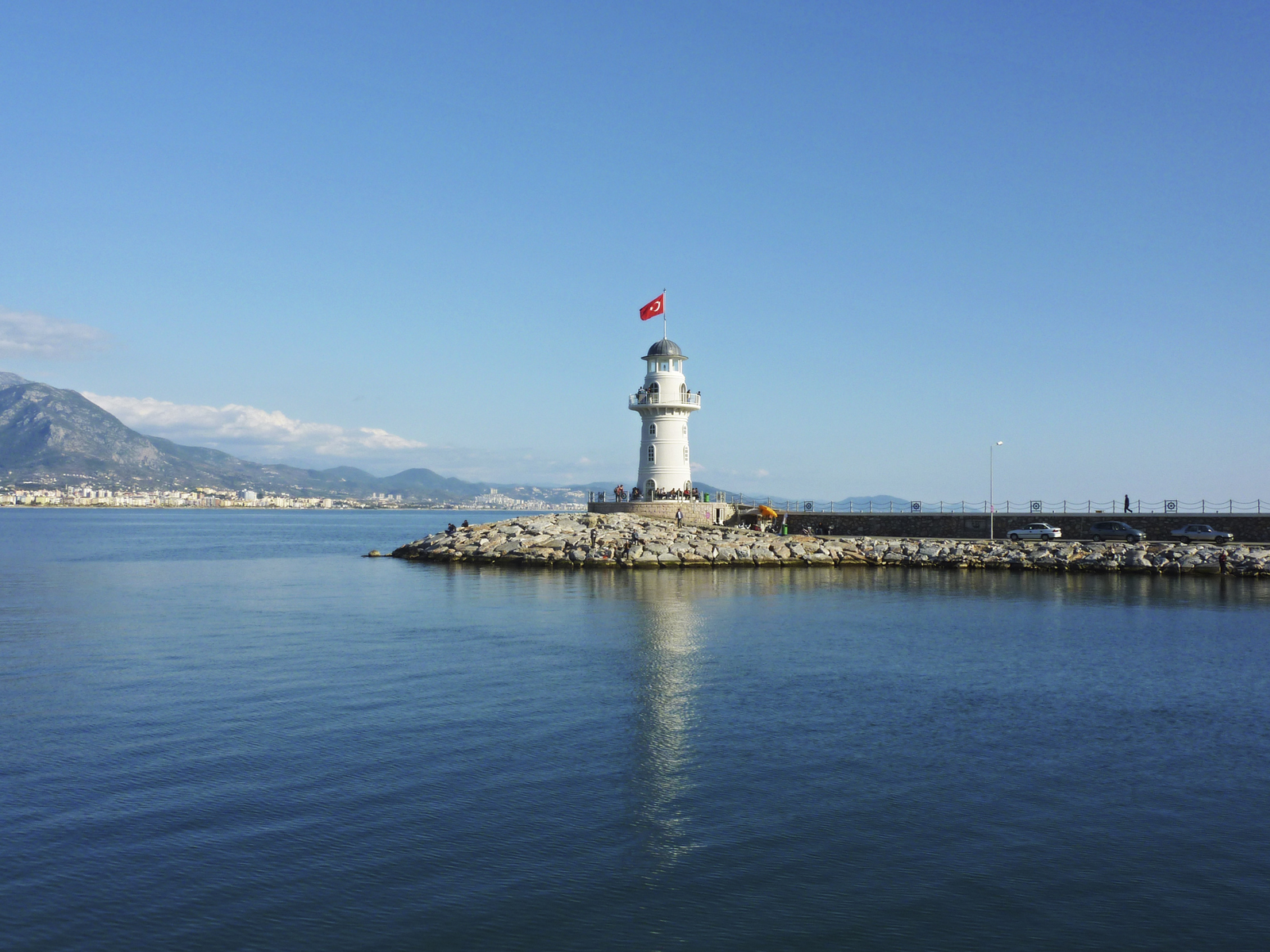
Leuchtturm Alanya
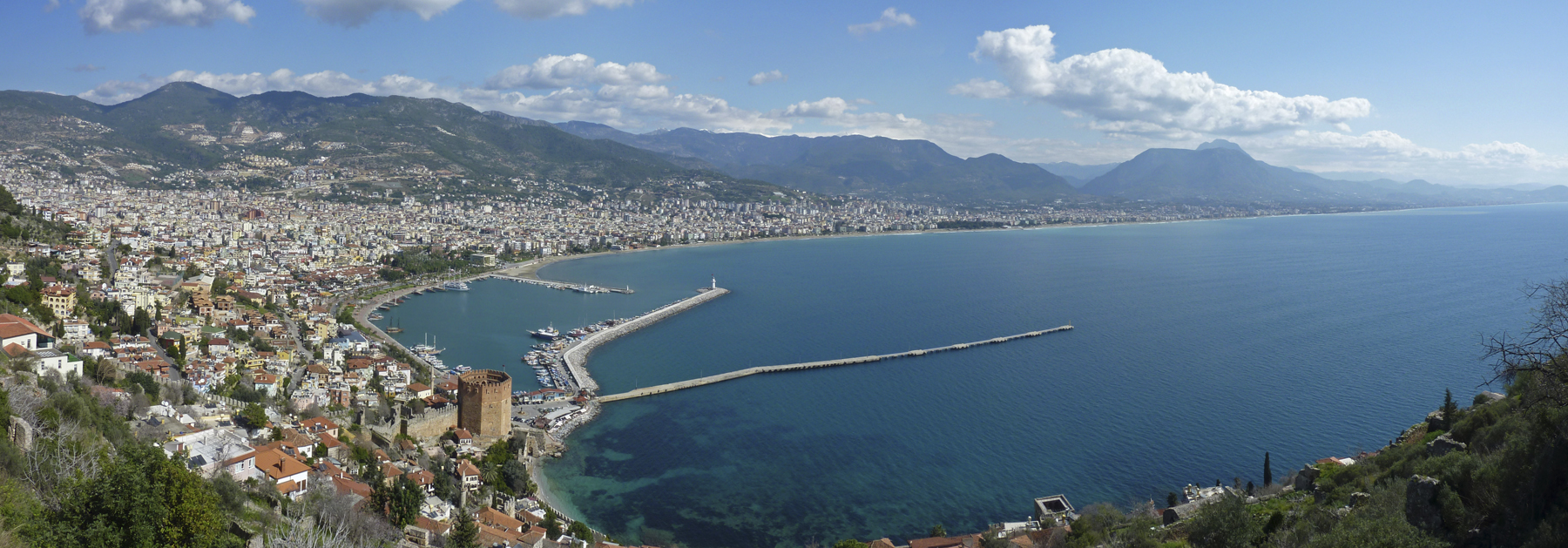
Alanya Ost
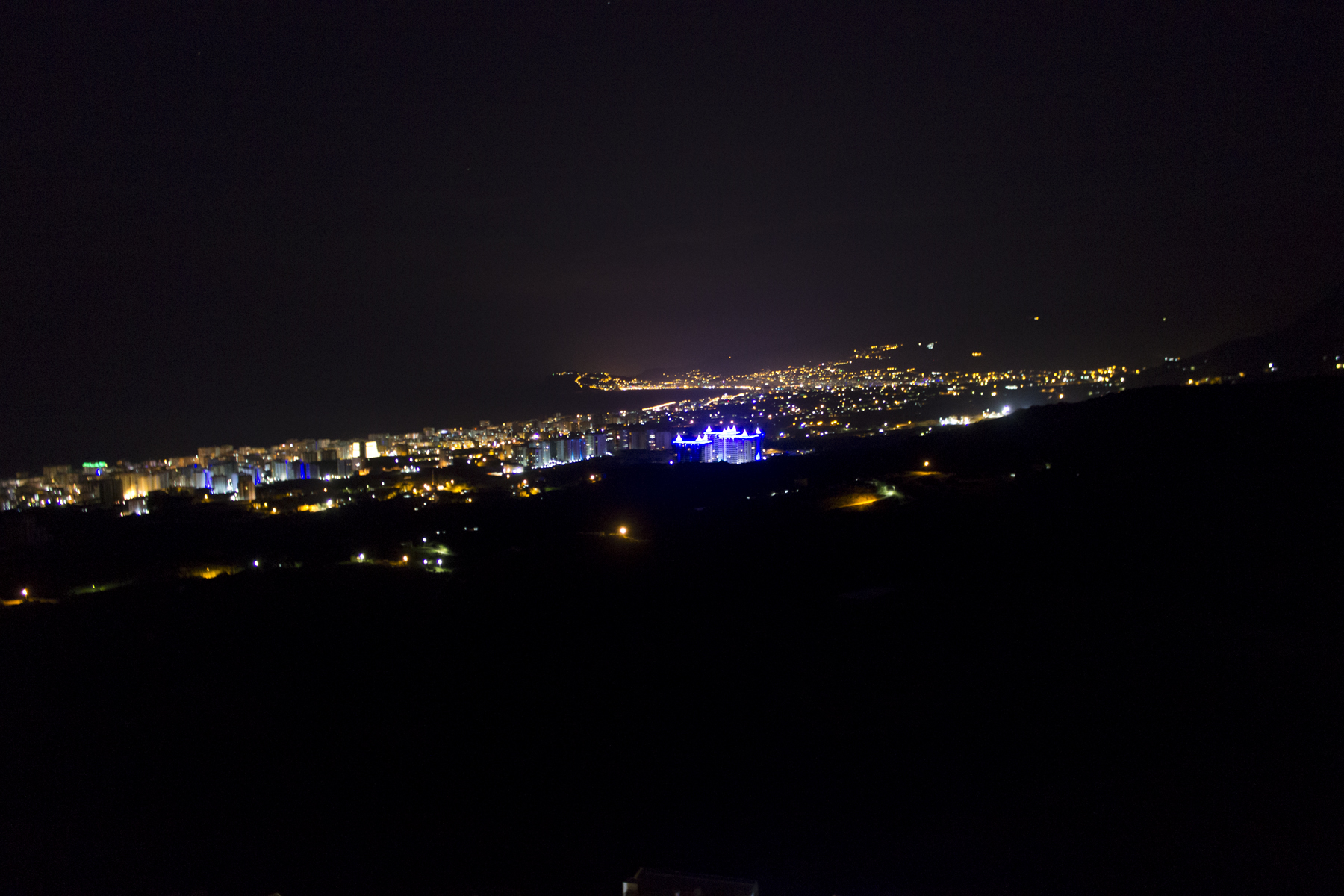
Alanya bei Nacht